# Exorista abdominalis
Exorista abdominalis är en tvåvingeart som först beskrevs av Charles Howard Curran 1927.  Exorista abdominalis ingår i släktet Exorista och familjen parasitflugor.
Artens utbredningsområde är Kongo. Inga underarter finns listade i Catalogue of Life.